# Stazione di Mehrower Allee
La stazione di Mehrower Allee è sulla linea S7 della S-Bahn di Berlino ed è sita nel quartiere Marzahn di Berlino. Si trova nella zona ovest di Marzahn sulla linea Berlino-Wriezen ed è delimitata ad est dalla Märkische Allee, e ad ovest da Wolfener Straße che conduce alla stazione. Ha un'uscita nel mezzo della piattaforma.

## Storia
La stazione fu progettata come "Marzahn-Nord" e aperta come "Otto-Winzer-Straße" il 15 dicembre 1980.
Il 31 gennaio 1992 il nome venne cambiato in "Mehrower Allee". La stazione non ha un ascensore ma solo rampe per persone con mobilità ridotta.